# Sunepitron
{{Drugbox-lat
| IUPAC_name = 1-{[2-(pirimidin-2-il)oktahidro-2H-pirido[1,2-a]pirazin-7-il]metil}pirolidin-2,5-dion
| image = Sunepitron.png
| width =
| image2 =
| width2 =
| tradename =
| pregnancy_category =
| legal_status = Nije kontrolisana supstanca
| routes_of_administration = Oralno
| bioavailability =
| metabolism =
| elimination_half-life =
| excretion =
| CAS_number_Ref =  
| CAS_number = 148408-65-5
| ATC_prefix = none
| ATC_suffix =
| PubChem = 9799246
| IUPHAR_ligand =
| ChEMBL_Ref =
| ChemSpiderID = 7975011
| UNII_Ref =  
| UNII = 2GT50C8U60
| KEGG = D02569
| ChEMBL = 380369
| DrugBank_Ref =
| DrugBank =
| C=17 | H=23 | N=5 | O=2
| molecular_weight = 329,40 g/mol
| smiles = O=C1N(C(=O)CC1)CC4CCC3N(CCN(c2ncccn2)C3)C4
| StdInChI_Ref =  
| StdInChI =
| StdInChIKey_Ref =  
| StdInChIKey =
}}
Sunepitron (CP-93,393) je kombinovani agonist  receptora i antagonist α2-adrenergičkog receptora. On je bio u razvoju za tretiranje depresije i anksioznosti. Dospeo je do faze III kliničkih ispitivanja pre nego što je razvoj prekinut.

## Sinteza
Jedan od mogućih sintetičkih puteva je:

## Literatura
- Kaplan, Eliot F.; Turkington, Carol (2001). Making the antidepressant decision: how to choose the right treatment option for you and your loved ones. Chicago, Ill: Contemporary Books. ISBN 978-0-7373-0417-6.
- Stahl, S. M. (2000). Essential psychopharmacology: neuroscientific basis and practical application. Cambridge, UK: Cambridge University Press. ISBN 978-0-521-64615-4.
- Kaplan, Eliot F.; Turkington, Carol (2001). Making the antidepressant decision: how to choose the right treatment option for you and your loved ones. Chicago, Ill: Contemporary Books. ISBN 978-0-7373-0417-6.
- Stahl, S. M. (2000). Essential psychopharmacology: neuroscientific basis and practical application. Cambridge, UK: Cambridge University Press. ISBN 978-0-521-64615-4.